# Élodie Mambo
 (septembre 2021).
Si vous disposez d'ouvrages ou d'articles de référence ou si vous connaissez des sites web de qualité traitant du thème abordé ici, merci de compléter l'article en donnant les références utiles à sa vérifiabilité et en les liant à la section « Notes et références ».
Élodie Mambo N'Cho Brou, née le 30 mars 1981 à Abidjan, est une joueuse internationale de handball de Côte d'Ivoire. 
Avec l'équipe nationale ivoirienne dont elle a été capitaine, elle a participé à plusieurs compétitions internationales et aurait cumulé 152 sélections et 1064 buts marqués[réf. nécessaire].

## Palmarès

### Sélection
Jeux africains
- Médaille de bronze aux Jeux africains de 2007 à Alger

Championnats d'Afrique des nations
- 5e place au Championnat d'Afrique des nations 2000
- Médaille de bronze au Championnat d'Afrique des nations 2004
- 4e place au Championnat d'Afrique des nations 2006
- Médaille d'argent au Championnat d'Afrique des nations 2008
- Médaille de bronze au Championnat d'Afrique des nations 2010

Championnats du monde
- 21e place au Championnat du monde 2003 en Croatie
- 21e place au Championnat du monde 2005 en Russie
- 18e place au Championnat du monde 2009 en Chine
- 16e place au Championnat du monde 2011 au Brésil

autres
- 16e place au Championnat du monde junior en 1997

### Club
compétitions internationales
- finaliste de la Ligue des champions d'Afrique en 1999, 2000, 2001
- vainqueur de la Coupe d'Afrique des vainqueurs de coupe en 2000, 2001
- finaliste de la Coupe Challenge (C4) en 2008 avec Mérignac Handball

compétitions nationales
- vainqueur de la Coupe de France en 2009 avec US Mios-Biganos

### Distinctions
- Chevalier de l'Ordre du Mérite sportif[réf. nécessaire]
- élue meilleure joueuse et meilleure buteuse du Championnat d'Afrique des nations 2004[réf. nécessaire]
- meilleure buteuse du Championnat d'Afrique des nations 2008
- 8e meilleure buteuse du Championnat du monde 2009 avec 52 buts
- 10e meilleure buteuse du Championnat du monde 2003 avec 43 buts
- élue meilleure arrière gauche du Championnat de France de D2 2009-2010[réf. nécessaire]